# Orangebukig eufonia
Orangebukig eufonia (Euphonia xanthogaster) är en fågel i familjen finkar inom ordningen tättingar.

## Utseende
Orangebukig eufonia är en liten och kompakt finkliknande fågel med kort stjärt. Den är övervägande gul iunder och mörkt blåsvart ovan, med kort och knubbig näbb. Jämfört med liknande arter är hane orangebukig eufonia gul på hjässan och mörk på strupen, med orangegult på buken. Honan är mycket svår att skilja från andra eufonior, men ses ofta i par eller smågrupper tillsammans med hanen.

## Utbredning och systematik
Orangebukig eufonia har ett stort utbredningsområde från sydligaste Centralamerika söderut genom Sydamerika till Brasilien och Bolivia. Den delas in i hela elva underarter med följande utbredning:
- Euphonia xanthogaster oressinoma – förekommer i östra Panama (Darién) och västra Colombia (båda sluttningarna av västra Anderna, västsluttningen av centrala Anderna och lokalt på västsluttningen av östra Anderna)
- Euphonia xanthogaster chocoensis - förekommer i låglänta områden i västra Colombia och nordvästra Ecuador
- Euphonia xanthogaster exsul - förekommer i berg i nordöstra Colombia och norra Venezuela
- Euphonia xanthogaster dilutior - förekommer i de tropiska delarna av sydöstra Colombia till nordöstra Peru (Ucayali Valley)
- Euphonia xanthogaster badissima - förekommer i Serranía de Perijá på gränsen mellan Colombia och Venezuela, östsluttningen på östra Anderna i Colombia (söderut till Boyaca) och Anderna i Venezuela
- Euphonia xanthogaster brevirostris - förekommer från östra Colombia till Venezuela, Guyana, nordvästra Brasilien och östra Peru
- Euphonia xanthogaster quitensis - förekommer i tropiska och subtropiska västra Ecuador
- Euphonia xanthogaster brunneifrons - förekommer i sydöstra Peru (Cuzco och Puno)
- Euphonia xanthogaster ruficeps - förekommer i västra Bolivia (La Paz och Cochabamba)
- Euphonia xanthogaster cyanonota - förekommer i västra Brasilien (Rio Juruá och Rio Purus regioner)
- Euphonia xanthogaster xanthogaster - förekommer i östra Brasilien (söderut till Rio de Janeiro)

### Familjetillhörighet
Tidigare behandlades släktena Euphonia och Chlorophonia som tangaror, men DNA-studier visar att de tillhör familjen finkar, där de tillsammans är systergrupp till alla övriga finkar bortsett från släktet Fringilla.

## Levnadssätt
Orangebukig eufonia hittas i öppna skogsmiljöer, skogsbryn och trädgårdar. Den ansluter ofta till artblandade kringvandrande flockar tillsammans med exempelvis skogssångare och tangaror.

## Status och hot
Arten har ett stort utbredningsområde, men tros minska i antal, dock inte tillräckligt kraftigt för att den ska betraktas som hotad. Internationella naturvårdsunionen IUCN listar arten som livskraftig (LC). Beståndet uppskattas till i storleksordningen fem till 50 miljoner vuxna individer.